# قره‌خاج
قره خاچ، روستایی از توابع بخش مرکزی شهرستان ماکو در استان آذربایجان غربی ایران است.

## جمعیت
این روستا در دهستان قلعه دره سی قرار دارد و براساس سرشماری مرکز آمار ایران در سال ۱۳۸۵، جمعیت آن ۲۷۴ نفر (۷۳خانوار) بوده‌است.

## زبان و مذهب
زبان اهالی ترکی آذربایجانی است و شیعه مذهبند.